# كليومينس النقراطسي
كليومينس (المتوفي سنة 322 ق.م.) إغريقي من نقراطس في مصر القديمة عيّنه الإسكندر الأكبر المقدوني أميرًا على إقليم العرب (في العصر الإغريقي في مصر)، وجابيًا للضرائب من كل مقاطعات مصر القديمة والمناطق المجاورة لها في إفريقية (331 ق.م). ذكر بعض الكُتّاب القدامى أن الإسكندر جعل منه ساتراب لمصر؛ ولكن ذلك غير صحيح، فوفق ما ذكره آريانوس أن حكام المقاطعات الأخرى كانوا مستقلين عنه، ولكنهم كانوا يرسلون إليه ضرائبهم. استغل كليومينس حالة المجاعة في الدول المجاورة لمصر، وجمع الحبوب من المقاطعات المصرية، ثم صدّرها للمناطق المجاورة بثلاث أضعاف سعرها، فأثرى بذلك ثراءًا فاحشًا.

اسند الإسكندر له مهمة متابعة بناء مدينة الإسكندرية الجديدة وقتئذ. وبعد وفاة الإسكندر وتقسيم الإمبراطورية بين قواده، ظل كليومينس في مصر كنائب لبطليموس الأول الذي سرعان ما تخلّص من كليومينس بقتله لأنه كان مًقرّبًا من بيرديكاس، وليستولي على ثروة كليومينس الطائلة التي بلغت 8,000 طالنط.